# Jinzhou (Liaoning)
Pour les articles homonymes, voir Jinzhou.
Jinzhou (chinois : 锦州市 ; pinyin : jǐnzhōu shì) est une ville-préfecture de la province du Liaoning en Chine.

## Histoire
La plus ancienne appellation connue de cette ville, ancienne de plusieurs millénaires, est Tuhe (徒河).
Elle faisait partie de l'État de Yan pendant la période des Royaumes combattants.

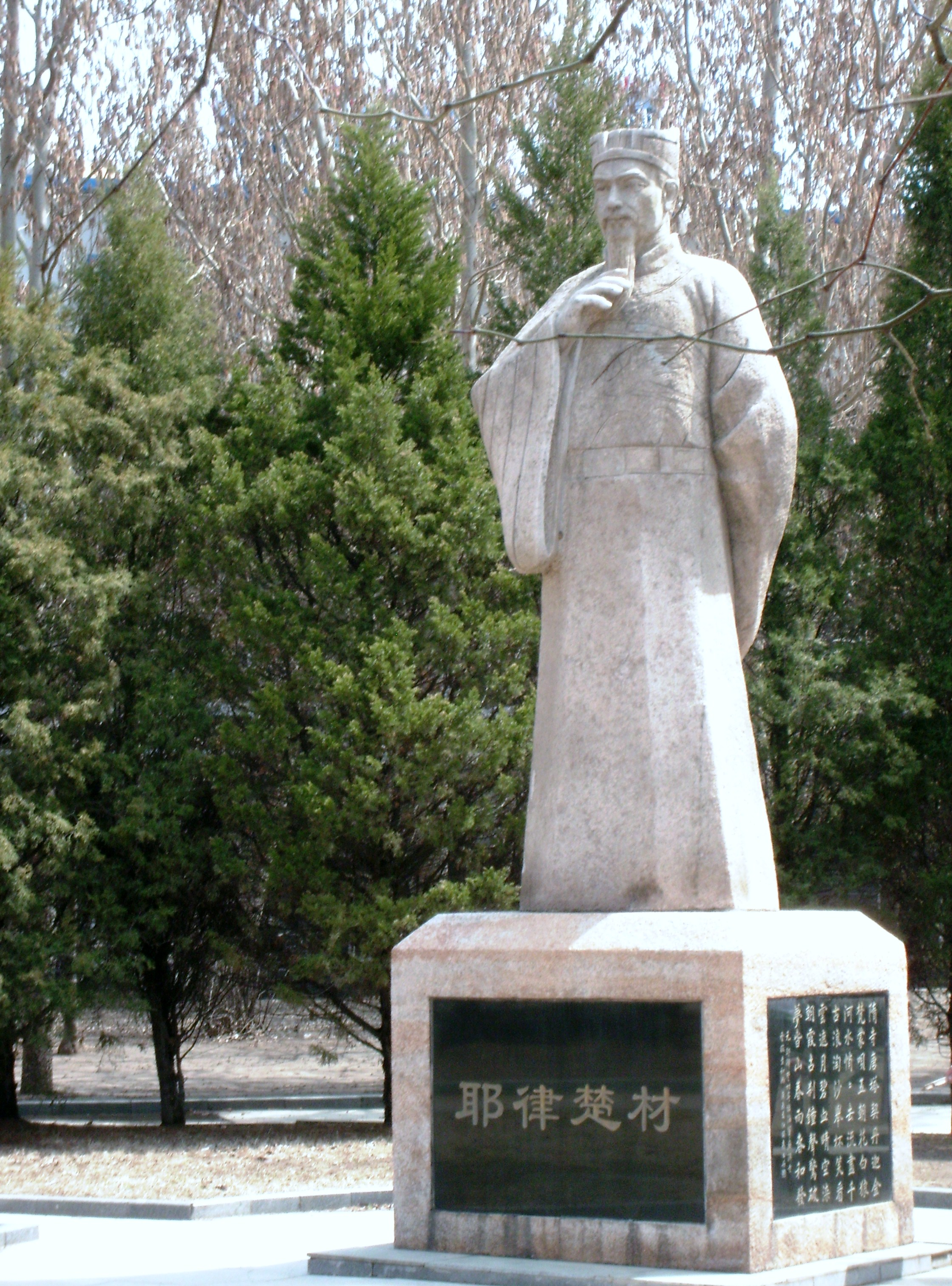
Statue de Yelü Chucai, influent de l'Empire mongol, dans un parc du district de Guta.

L'appellation de Jinzhou était utilisée sous la dynastie Liao.
Elle faisait partie de la préfecture de Zhongjing sous la dynastie Jin.
Elle était dirigée par Tianfu sous la dynastie Qing.
Elle a été rattachée à la province de Liaoning sous la République de Chine. La Ligue de Josutu, créée par les Mandchous, sous la dynastie Qing, a également été divisée et le territoire de Chaoyang, frontalier de Jinzhou, qui faisait partie de cette ligue, à également été intégrée au Liaoning.
Lorsque la guerre civile reprend en 1945, elle est un lieu de bataille important entre le Parti communiste et le Parti nationaliste, car il est un passage important entre la Mandchourie et la Chine centrale.
À l'établissement de la République populaire de Chine, en octobre 1949, le Liaoning a été divisé en deux provinces, Liaoxi à l'Ouest, où s'est retrouvé Jinzhou, et Liaodong à l'Est. Les deux provinces ont été réunifiées en août 1954.
En octobre 2010, lors de l'attribution du prix Nobel de la paix, le lauréat Liu Xiaobo était détenu dans la prison de Jinzhou.

## Économie
En 2004, le PIB total a été de 34,3 milliards de yuans.

## Subdivisions administratives
La ville-préfecture de Jinzhou exerce sa juridiction sur sept subdivisions - trois districts, deux villes-districts et deux xian :
- le District de Taihe - 太和区, Tàihé qū ;
- le District de Guta - 古塔区, Gǔtǎ Qū ;
- le District de Linghe - 凌河区, Línghé Qū ;
- la ville-district de Linghai - 凌海市, Línghǎi Shì ;
- la ville-district de Beizhen - 北镇市, Běizhèn Shì ;
- le xian de Heishan - 黑山县, Hēishān Xiàn ;
- le xian de Yi - 义县, Yì Xiàn.

## Patrimoine
La grande pagode Guangji, classée dans la liste des sites historiques et culturels majeurs protégés au niveau national, pour la province du Liaoning.

## Personnalités
- Zhang Ning (1975-), double championne olympique de badminton.
- Ding Meiyuan (1979-), championne olympique d'haltérophilie.